# Универсален магазин
Универсалният магазин е вид голям магазин за търговия на дребно.
В него се продават широк кръг стоки за лична и битова употреба – обикновено се предлагат стоки като облекло, обзавеждане, битова техника, играчки, козметика, градински и спортни стоки, железария, често и храни, книги, бижутерия, битова електроника и други.
За разлика от търговските центрове, които представляват конгломерат от самостоятелни специализирани и/или универсални магазини заедно със заведения за хранене и развлечение, универсалният магазин има един-единствен общ оператор, но отделни секции може да се наемат от външни оператори („магазин в магазин“).